# Soisy-sur-École
Pour les articles homonymes, voir Soisy.
Soisy-sur-École (prononcé [swazi syʁ ekɔl] ) est une commune française située dans le département de l'Essonne en région Île-de-France.

## Géographie

### Situation

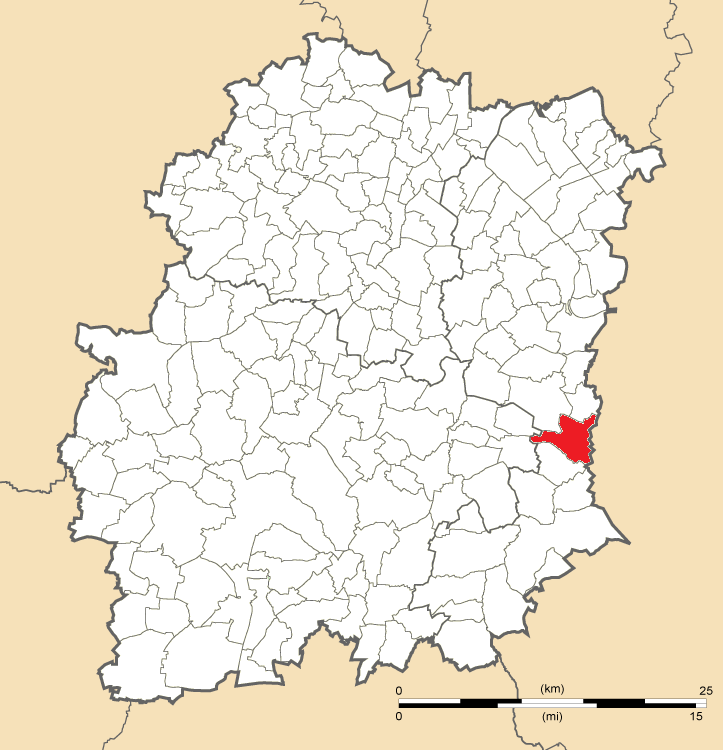
Position de Soisy-sur-École en Essonne.

Soisy-sur-École est située à quarante-quatre kilomètres au sud-est de Paris-Notre-Dame, point zéro des routes de France, dix-huit kilomètres au sud-est d'Évry, neuf kilomètres au nord-est de Milly-la-Forêt, onze kilomètres à l'est de La Ferté-Alais, quinze kilomètres au sud-est de Corbeil-Essonnes.

### Communes limitrophes
Les communes limitrophes sont  Champcueil, Cély, Dannemois, Mondeville, Nainville-les-Roches, Saint-Germain-sur-École, Saint-Sauveur-sur-École et Videlles.

### Relief et géologie
Sur la commune se dressent deux tertres : le Tertre Noir (138 mètres) et le Tertre Blanc (135 mètres).

### Hydrographie

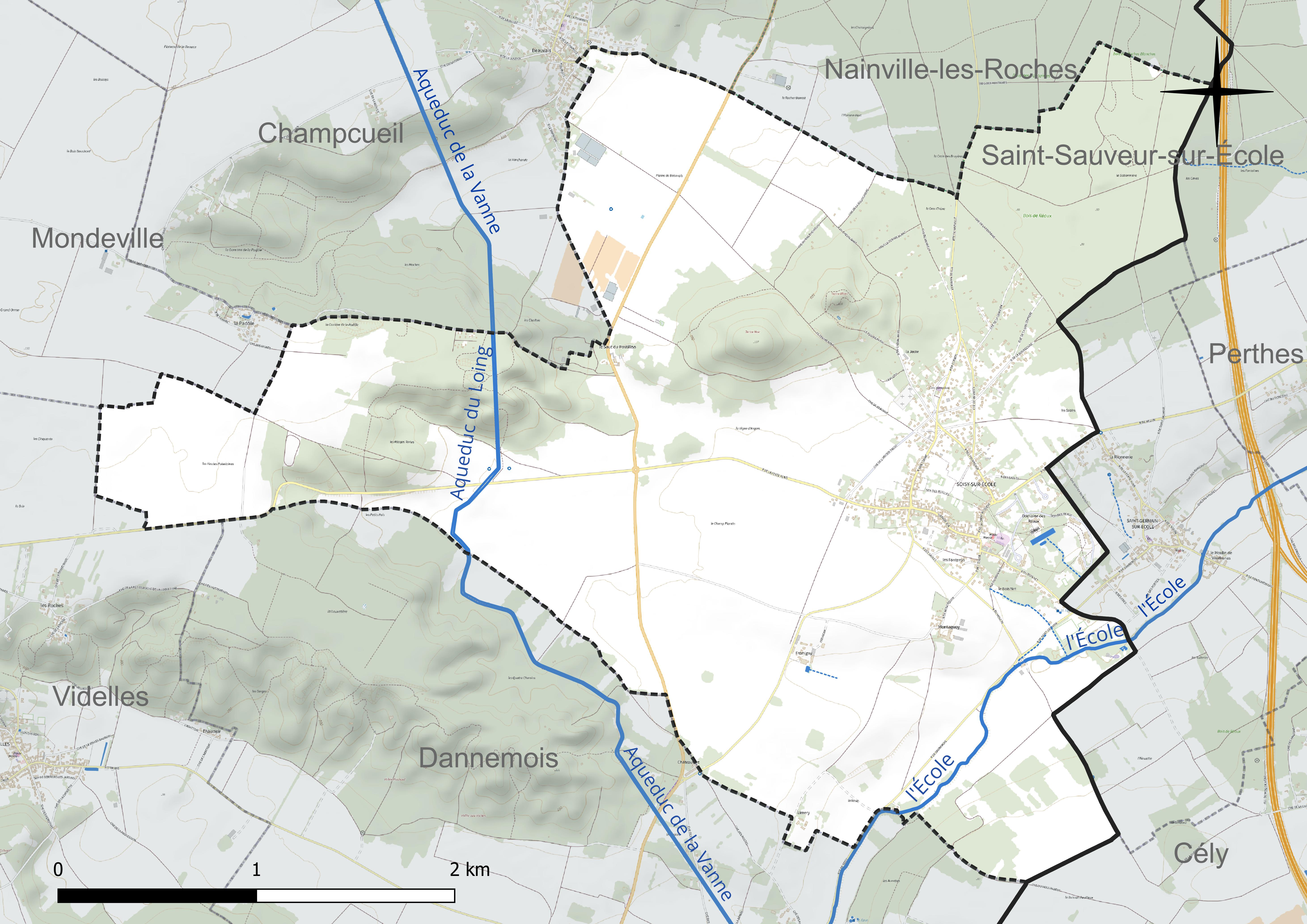
Carte du réseau hydrographique de la commune.

La commune est traversée par la rivière l'École, un affluent de la Seine.

### Climat
Pour des articles plus généraux, voir Climat de l'Île-de-France et Climat de l'Essonne.
En 2010, le climat de la commune est de type climat océanique dégradé des plaines du Centre et du Nord, selon une étude du CNRS s'appuyant sur une série de données couvrant la période 1971-2000. En 2020, Météo-France publie une typologie des climats de la France métropolitaine dans laquelle la commune est exposée à un climat océanique altéré et est dans la région climatique Sud-ouest du bassin Parisien, caractérisée par une faible pluviométrie, notamment au printemps (120 à 150 mm) et un hiver froid (3,5 °C).
Pour la période 1971-2000, la température annuelle moyenne est de 11,3 °C, avec une amplitude thermique annuelle de 15,6 °C. Le cumul annuel moyen de précipitations est de 668 mm, avec 10,7 jours de précipitations en janvier et 7,6 jours en juillet. Pour la période 1991-2020, la température moyenne annuelle observée sur la station météorologique la plus proche, située sur la commune de Nainville-les-Roches à 3 km à vol d'oiseau, est de 11,5 °C et le cumul annuel moyen de précipitations est de 702,3 mm,. Pour l'avenir, les paramètres climatiques de la commune estimés pour 2050 selon différents scénarios d'émission de gaz à effet de serre sont consultables sur un site dédié publié par Météo-France en novembre 2022.
| Mois                                  | jan.             | fév.             | mars            | avril         | mai             | juin          | jui.           | août           | sep.         | oct.            | nov.            | déc.           | année      |
| ------------------------------------- | ---------------- | ---------------- | --------------- | ------------- | --------------- | ------------- | -------------- | -------------- | ------------ | --------------- | --------------- | -------------- | ---------- |
| Température minimale moyenne (°C)     | 1,4              | 1,3              | 3,4             | 4,9           | 8,7             | 11,6          | 14             | 13,5           | 10,2         | 7,7             | 3,8             | 2              | 6,9        |
| Température moyenne (°C)              | 4,1              | 4,8              | 8,1             | 10,2          | 14,3            | 17,5          | 20,1           | 19,7           | 15,7         | 11,8            | 7               | 4,6            | 11,5       |
| Température maximale moyenne (°C)     | 6,7              | 8,2              | 12,8            | 15,5          | 19,8            | 23,3          | 26,3           | 25,9           | 21,1         | 16              | 10,1            | 7,1            | 16,1       |
| Record de froid (°C) date du record   | −20,5 17.01.1985 | −13,3 26.02.1986 | −12,4 01.03.05  | −5 12.04.1986 | −1,5 10.05.1980 | 1,8 04.06.01  | 4,5 17.07.1980 | 2,5 31.08.1986 | 2 29.09.1990 | −4,5 30.10.1985 | −11 24.11.1998  | −11 31.12.1985 | −20,5 1985 |
| Record de chaleur (°C) date du record | 16,5 05.01.1999  | 21,5 24.02.1990  | 25,5 29.03.1989 | 29,3 30.04.05 | 33 27.05.05     | 35,1 20.06.05 | 37,4 19.07.06  | 39 04.08.1990  | 32 04.09.05  | 30,2 01.10.1985 | 20,5 11.11.1995 | 17,2 07.12.00  | 39 1990    |
| Précipitations (mm)                   | 56,7             | 50,5             | 51,7            | 52,7          | 68,4            | 63,3          | 49,8           | 48,6           | 60,1         | 64,2            | 63,6            | 72,7           | 702,3      |

### Milieux naturels et biodiversité

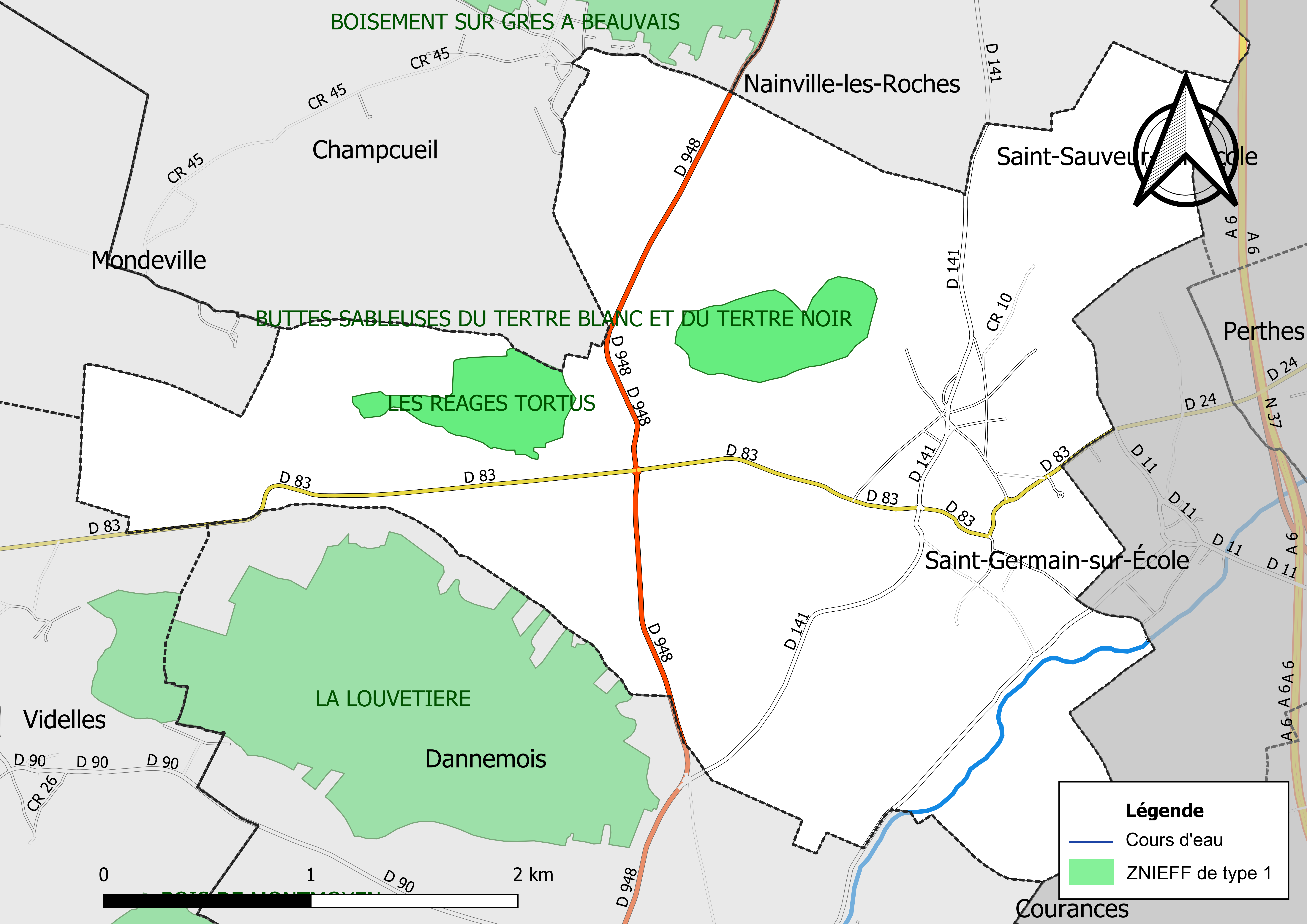
Carte des zones naturelles d'intérêt faunistique et floristique (ZNIEFF) de type 1 de la commune.

La commune est concernée par deux zones naturelles d'intérêt écologique, faunistique et floristique (ZNIEFF).
Les berges de l'École et les bois au nord-est du territoire et à l'ouest ont été recensés au titre des espaces naturels sensibles par le conseil général de l'Essonne.

## Urbanisme

### Typologie
Au 1er janvier 2024, Soisy-sur-École est catégorisée bourg rural, selon la nouvelle grille communale de densité à sept niveaux définie par l'Insee en 2022.
Elle est située hors unité urbaine. Par ailleurs la commune fait partie de l'aire d'attraction de Paris, dont elle est une commune de la couronne,. Cette aire regroupe 1 929 communes,.

### Occupation des sols

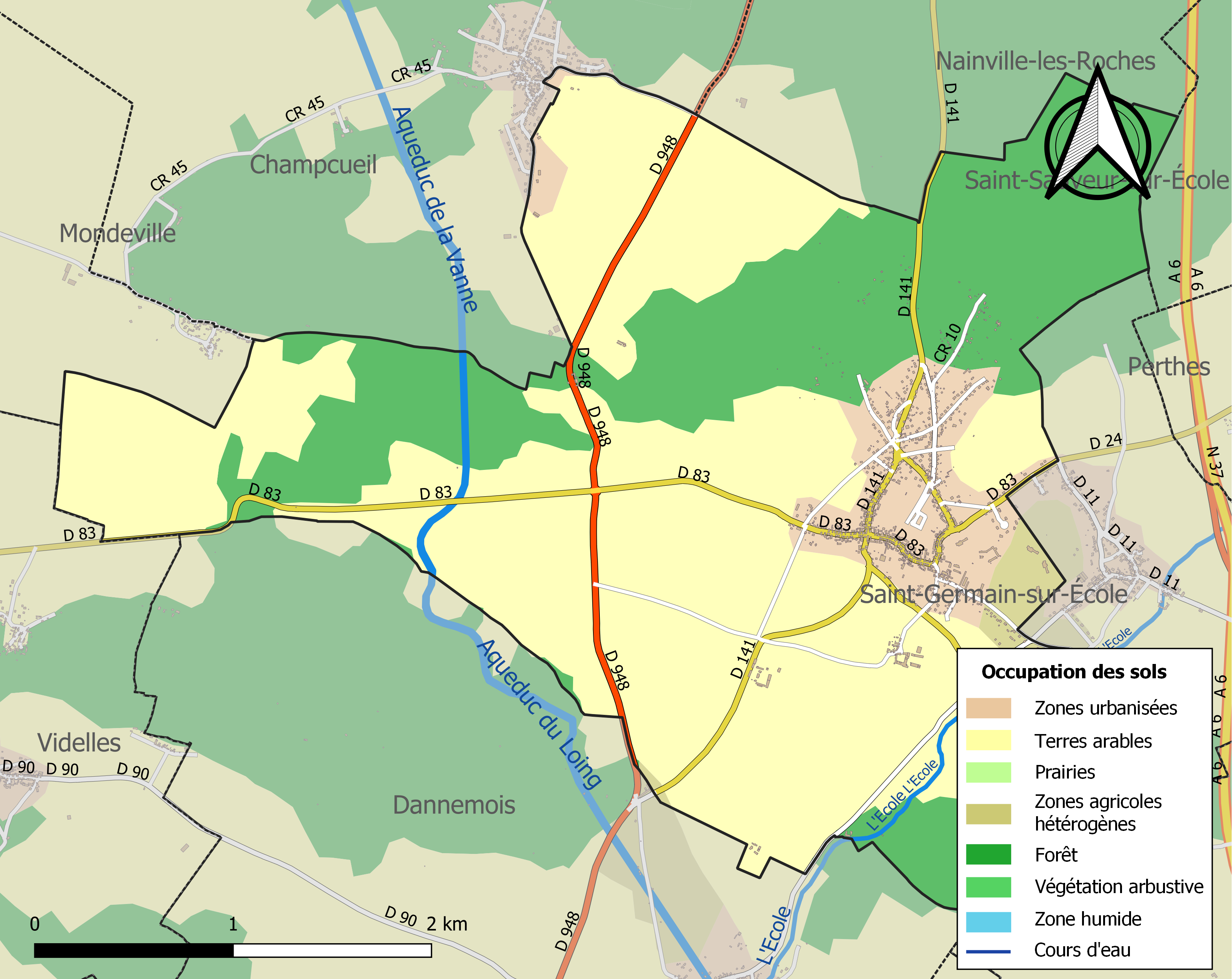
Carte des infrastructures et de l'occupation des sols de la commune en 2018 (CLC).

| Type d’occupation           | Pourcentage | Superficie (en hectares) |
| --------------------------- | ----------- | ------------------------ |
| Espace urbain construit     | 5,8 %       | 67,19                    |
| Espace urbain non construit | 4,0 %       | 46,20                    |
| Espace rural                | 90,2 %      | 1 042,00                 |
| Source : MOS-Iaurif-2008    |             |                          |

### Lieux-dits, hameaux et écarts
Le Saut du Postillon.

### Habitat et logement
En 2020, le nombre total de logements dans la commune était de 849, alors qu'il était de 873 en 2015 et de 833 en 2010.
Parmi ces logements, 65,5 % étaient des résidences principales, 5,1 % des résidences secondaires et 29,4 % des logements vacants. Ces logements étaient pour 68 % d'entre eux des maisons individuelles et pour 31,2 % des appartements.
Le tableau ci-dessous présente la typologie des logements à Soisy-sur-École en 2020 en comparaison avec celle de l'Essonne et de la France entière. Une caractéristique marquante du parc de logements est ainsi une proportion de résidences secondaires et logements occasionnels (5,1 %) supérieure à celle du département (1,8 %) mais inférieure à celle de la France entière (9,7 %). Concernant le statut d'occupation de ces logements, 84,2 % des habitants de la commune sont propriétaires de leur logement (75,6 % en 2015), contre 58,3 % pour l'Essonne et 57,5 pour la France entière.
| Typologie                                               | Soisy-sur-École | Essonne | France entière |
| ------------------------------------------------------- | --------------- | ------- | -------------- |
| Résidences principales (en %)                           | 65,5            | 91,6    | 82,1           |
| Résidences secondaires et logements occasionnels (en %) | 5,1             | 1,8     | 9,7            |
| Logements vacants (en %)                                | 29,4            | 6,6     | 8,2            |

### Voies de communication et transports
La ville est desservie par les bus 22a du réseau Transdev-Saint-Fargeau et 284-006 (Évry/Soisy-sur-École/Oncy-sur-École) du réseau Les Cars Bleus.

## Toponymie
Attestée sous le nom de Sosio vers 1108-1120, de Sosiaco vers 1140, Soisiacum vers 1350.
Le lieu est cité en 1118 sous le nom de Soisiacum juxta scolam.
La commune est créée en 1793 sous le nom de Soisy sur Ecolle, le nom actuel est introduit en 1801 dans le bulletin des lois.

## Histoire

Soisy-sur-Ecole au tout début du XXe siècle
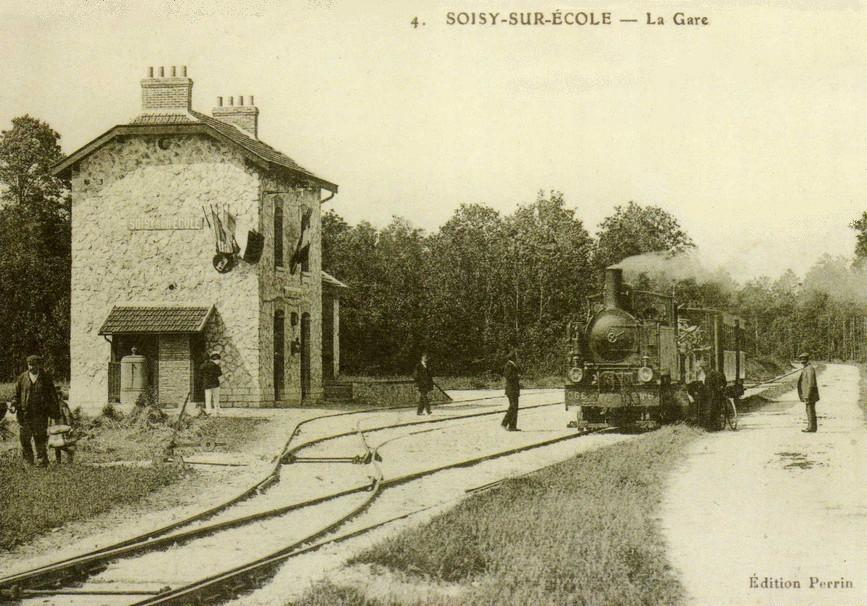
la gare.
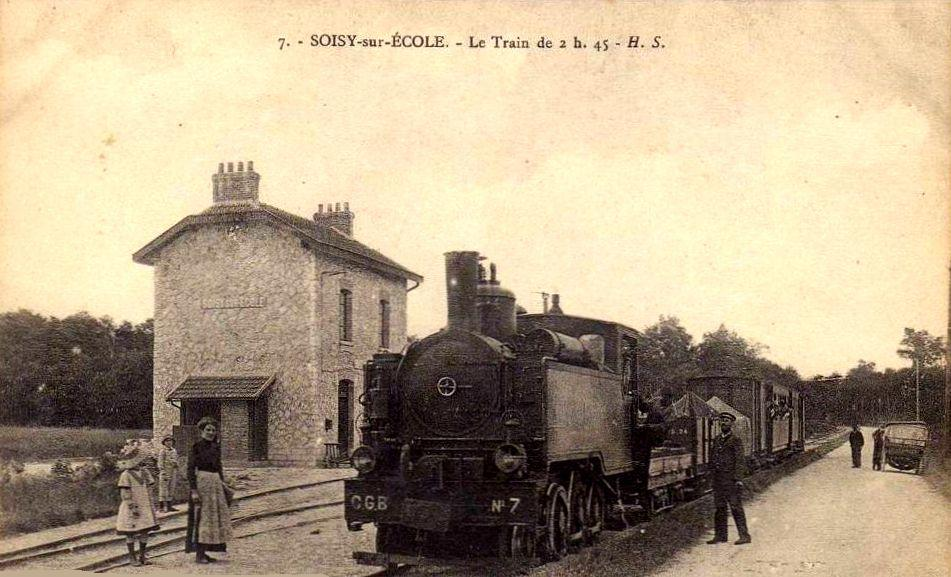
Un train marchandises-voyageurs.
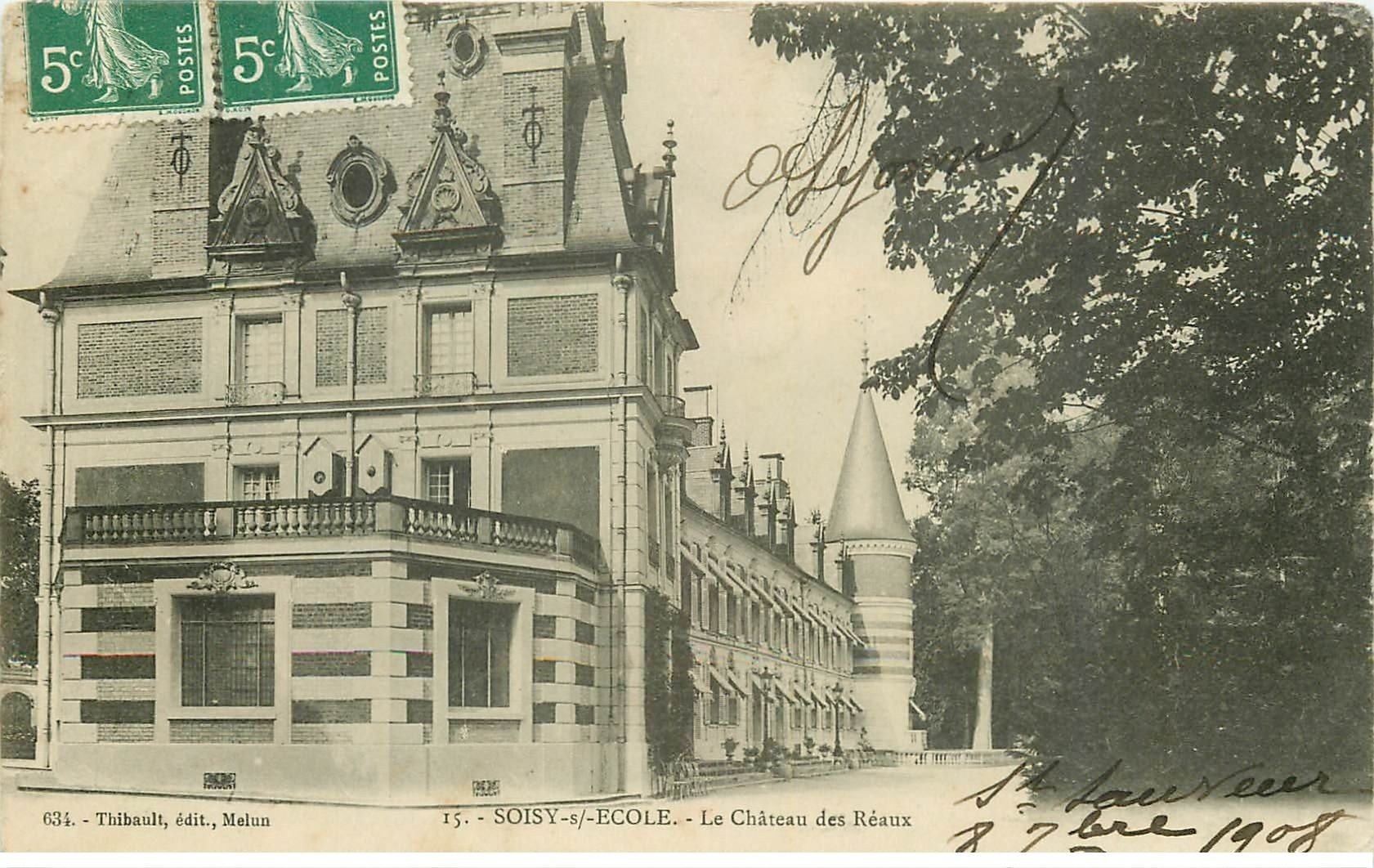
Château des Réaux (1908).
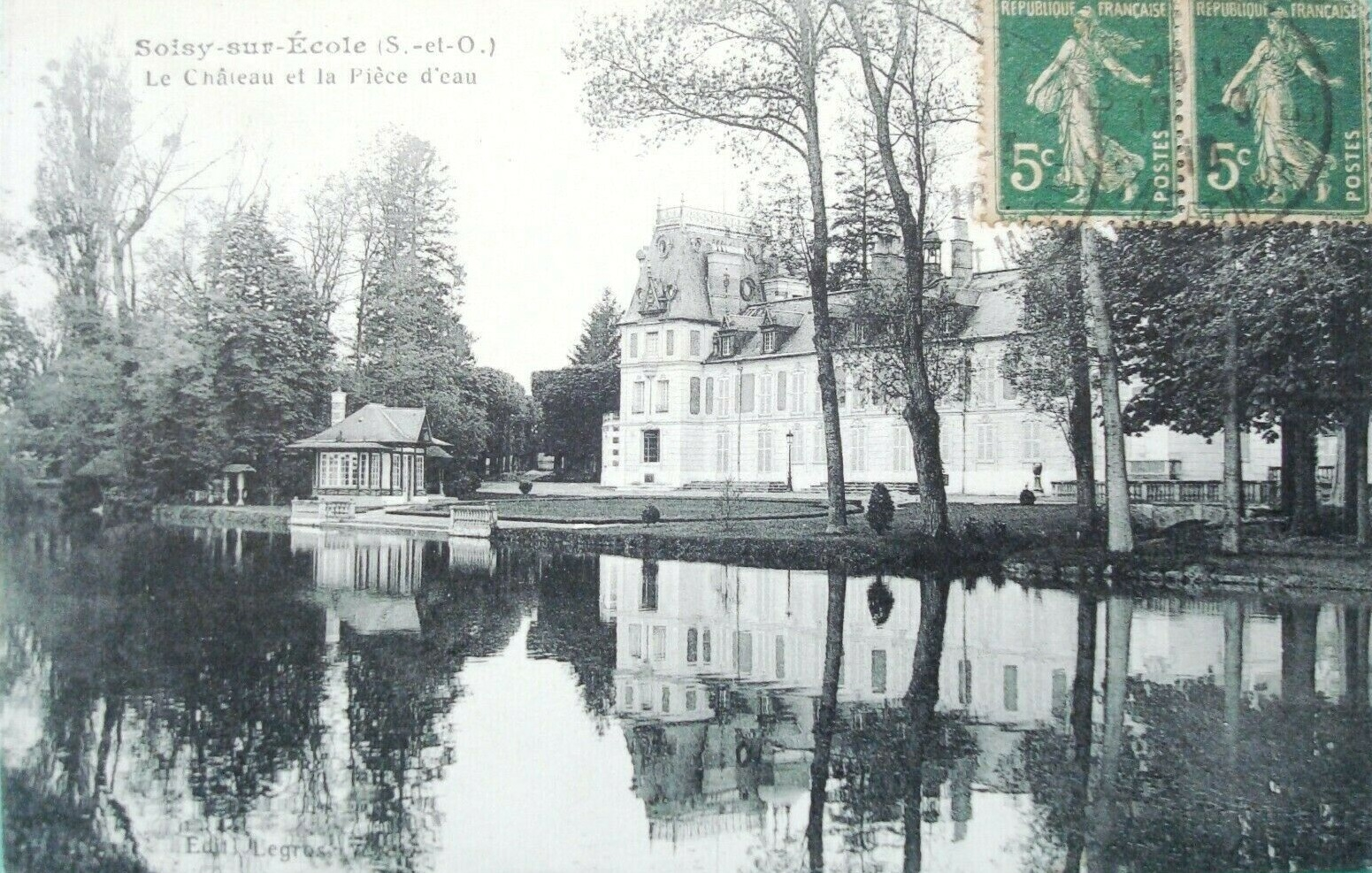
Château des Réaux (1918).

De 1912 à 1951, Soisy-sur-École est desservie par la ligne de chemin de fer secondaire Étampes (Jeu-de-Paume) - Maisse - Milly-la-Forêt - Corbeil du réseau départemental de Seine-et-Oise, exploitée dans le cadre du « réseau sud » des Chemins de fer de grande banlieue.

## Politique et administration

### Rattachements administratifs et électoraux

#### Rattachements administratifs
Antérieurement à la loi du 10 juillet 1964, la commune faisait partie du département de Seine-et-Oise. La réorganisation de la région parisienne en 1964 fit que la commune appartient désormais au département des Yvelines et à son arrondissement d'Évry après un transfert administratif effectif au 1er janvier 1968.
Elle faisait partie depuis 1793 du canton de Milly-la-Forêt de Seine-et-Oise puis des Yvelines. Dans le cadre du redécoupage cantonal de 2014 en France, cette circonscription administrative territoriale a disparu, et le canton n'est plus qu'une circonscription électorale.

#### Rattachements électoraux
Pour les élections départementales, la commune est membre depuis 2014 du canton de Mennecy
Pour l'élection des députés, elle fait partie de la deuxième circonscription de l'Essonne.

### Intercommunalité
Soisy-sur-École est membre fondateur de la communauté de communes des 2 Vallées, un établissement public de coopération intercommunale (EPCI) à fiscalité propre créé en 2001 et auquel la commune avait transféré un certain nombre de ses compétences, dans les conditions déterminées par le code général des collectivités territoriales.

### Tendances et résultats politiques
Élections présidentielles, résultats des deuxièmes tours :
- Élection présidentielle de 2002 : 77,85 % pour Jacques Chirac (RPR), 22,15 % pour Jean-Marie Le Pen (FN), 83,09 % de participation[20].
- Élection présidentielle de 2007 : 64,00 % pour Nicolas Sarkozy (UMP), 36,00 % pour Ségolène Royal (PS), 87,54 % de participation[21].
- Élection présidentielle de 2012 : 58,32 % pour Nicolas Sarkozy (UMP), 41,68 % pour François Hollande (PS), 84,61 % de participation[22].
- Élection présidentielle de 2017 : 67,31 % pour Emmanuel Macron (REM), 32,69 % pour Marine Le Pen (FN), 75,26 % de participation.

Élections législatives, résultats des deuxièmes tours :
- Élections législatives de 2002 : 67,70 % pour Franck Marlin (UMP), 32,30 % pour Gérard Lefranc (PCF), 62,24 % de participation[23].
- Élections législatives de 2007 : 54,58 % pour Franck Marlin (UMP) élu au premier tour, 17,97 % pour Marie-Agnès Labarre (PS), 62,79 % de participation[24].
- Élections législatives de 2012 : 59,74 % pour Franck Marlin (UMP), 40,26 % pour Béatrice Pèrié (PS), 60,02 % de participation[25].
- Élections législatives de 2017 : 51,97 % pour Franck Marlin (LR), 48,03 % pour Daphné Ract-Madoux (MoDem), 43,49 % de participation.

Élections européennes, résultats des deux meilleurs scores :
- Élections européennes de 2004 : 20,23 % pour Harlem Désir (PS), 19,31 % pour Patrick Gaubert (UMP), 44,09 % de participation[26].
- Élections européennes de 2009 : 39,36 % pour Michel Barnier (UMP), 19,22 % pour Daniel Cohn-Bendit (Europe Écologie), 45,05 % de participation[27].
- Élections européennes de 2014 : 25,76 % pour Alain Lamassoure (UMP), 24,36 % pour Aymeric Chauprade (FN), 46,58 % de participation[28].
- Élections européennes de 2019 : 20,88 % pour Nathalie Loiseau (LREM), 19,73 % pour Jordan Bardella (RN), 56,08 % de participation.

Élections régionales, résultats des deux meilleurs scores :
- Élections régionales de 2004 : 48,60 % pour Jean-François Copé (UMP), 38,66 % pour Jean-Paul Huchon (PS), 66,73 % de participation[29].
- Élections régionales de 2010 : 54,01 % pour Valérie Pécresse (UMP), 45,99 % pour Jean-Paul Huchon (PS), 49,38 % de participation[30].
- Élections régionales de 2015 : 47,48 % pour Valérie Pécresse (LR), 30,84 % pour Claude Bartolone (PS), 58,24 % de participation.
- Élections régionales de 2021 : 46,02 % pour Valérie Pécresse (SL), 28,37 % pour Julien Bayou (EÉLV), 31,82 % de participation.

Élections cantonales puis départementales, résultats des deuxièmes tours :
- Élections cantonales de 2004 : 61,57 % pour Jean-Jacques Boussaingault (UMP), 38,43 % pour Martine Stehlin (PS), 66,83 % de participation[31].
- Élections cantonales de 2011 : 51,79 % pour Jean-Jacques Boussaingault (UMP), 48,21 % pour Marie-Anne Bachelerie (PS), 41,33 % de participation[32].
- Élections départementales de 2015 : 45,70 % pour Patrick Imbert et Caroline Parâtre (UMP), 27,37 % pour Patrick Polverelli et Marie-France Lasfargues (EÉLV), 26,93 % pour Julien Schénardi et Valérie Girard (FN), 49,10 % de participation.
- Élections départementales de 2021 : 59,55 % pour Patrick Imbert et Annie Pioffet (LR), 40,45 % pour François Parolini et Laetitia Colonna (DVG), 32,80 % de participation.

Élections municipales, résultats des deuxièmes tours :
- Élections municipales de 2001 : données manquantes.
- Élections municipales de 2008 : 469 voix pour Christian Cartier (?), 467 voix pour Danièle Caillette (?), 70,04 % de participation[33].
- Élections municipales de 2014 : 100,00 % pour Philippe Berthon (UDI) élu au premier tour, 53,99 % de participation.
- Élections municipales de 2020 : 54,25 % pour Anne-Sophie Hérard (SE) élue au premier tour, 45,74 % pour Philippe Berthon (UDI), 54,04 % de participation.
- Élections municipales partielles de 2022 : 60,17 % pour Laure Cadot (SE) élue au premier tour, 39,83 % pour Anne-Sophie Hérard (SE), 54 % de participation.

Référendums :
- Référendum de 2000 relatif au quinquennat présidentiel : 71,13 % pour le Oui, 28,87 % pour le Non, 33,76 % de participation[34].
- Référendum de 2005 relatif au traité établissant une Constitution pour l'Europe : 52,63 % pour le Oui, 47,37 % pour le Non, 73,28 % de participation[35].

### Liste des maires
| Période                                  | Période                        | Identité                   | Étiquette | Qualité                                                                      |
| ---------------------------------------- | ------------------------------ | -------------------------- | --------- | ---------------------------------------------------------------------------- |
| Les données manquantes sont à compléter. |                                |                            |           |                                                                              |
|                                          |                                |                            |           |                                                                              |
| 1794                                     | 1795                           | M. Tiercé                  |           |                                                                              |
| 1795                                     | 1801                           | M. Sachot Agnan            |           |                                                                              |
| 1801                                     | 1809                           | M. Laîné                   |           |                                                                              |
| 1809                                     | 1816                           | M. Ingrain                 |           |                                                                              |
| 1816                                     | 1831                           | Louis Boulleray            |           |                                                                              |
| 1831                                     | 1834                           | Mathurin Legendre          |           |                                                                              |
| 1834                                     | 1836                           | Dominique Legendre         |           |                                                                              |
| 1836                                     | 1848                           | Antoine Prudent Legendre   |           |                                                                              |
| 1848                                     | 1853                           | Jean Baptiste Bizord       |           |                                                                              |
| 1853                                     | 1853                           | André Dutrertre            |           |                                                                              |
| 1853                                     | 1855                           | Augustin Courrier          |           |                                                                              |
| 1855                                     | 1865                           | Charles Antoine Leroy      |           |                                                                              |
| 1865                                     | 1874                           | Edmé Pierre Henri Boisse   |           |                                                                              |
| 1874                                     | 1876                           | Théodore Benjamin Noël     |           |                                                                              |
| 1876                                     | 1917                           | Narcisse Mathurin Legendre |           |                                                                              |
| 1919                                     | 1929                           | Prudent Joseph Demest      |           |                                                                              |
| 1929                                     | 1935                           | Émile Brancieq             |           |                                                                              |
| 1935                                     | 1944                           | Ernest Loste               |           |                                                                              |
| 1945                                     | 1960                           | M. Ordioni                 |           |                                                                              |
| 1961                                     | 1972                           | Édith Marmier              |           |                                                                              |
| 1972                                     | 1974                           | M. Claude Charbonnel       |           |                                                                              |
| 1974                                     | 1977                           | Robert Guidet              |           |                                                                              |
| 1977                                     | 1983                           | Georges Brichard           |           |                                                                              |
| 1983                                     | 2001                           | Maurice Bautrait           | SE        |                                                                              |
| 2001                                     | 2014                           | Henri Boulat               | UMP       | Ingénieur consultant                                                         |
| 2015                                     | mai 2020                       | Philippe Berthon           | SE        | Chef d'Entreprise Vice-président de la CC des 2 Vallées ( ? → 2020)          |
| mai 2020                                 | février 2022                   | Anne-Sophie Hérard         | SE        | Ingénieure Mandat écourté par la démission d'une partie du conseil municipal |
| février 2022                             | 2023                           | Laure Cadot                | SE        | Photographe Démissionnaire                                                   |
| décembre 2023                            | En cours (au 23 décembre 2023) | Franck Lefèvre             |           | Sapeur-pompier professionnel                                                 |

## Équipements et services publics

### Enseignement
Les élèves de Soisy-sur-École sont rattachés à l'académie de Versailles.
En 2010, la commune dispose sur son territoire de l'école maternelle du Clos en Herbe et d'une école élémentaire publique.

### Justice, sécurité, secours et défense
En 2011, la commune dispose sur son territoire d'un centre de secours et d'une agence postale.

## Population et société
Les habitants sont appelés les Soiséens.

### Démographie

#### Évolution démographique
L'évolution du nombre d'habitants est connue à travers les recensements de la population effectués dans la commune depuis 1793. Pour les communes de moins de 10 000 habitants, une enquête de recensement portant sur toute la population est réalisée tous les cinq ans, les populations de référence des années intermédiaires étant quant à elles estimées par interpolation ou extrapolation. Pour la commune, le premier recensement exhaustif entrant dans le cadre du nouveau dispositif a été réalisé en 2006.

En 2022, la commune comptait 1 169 habitants, en évolution de −7,81 % par rapport à 2016 (Essonne : +2,89 %, France hors Mayotte : +2,11 %).
| 1793 | 1800 | 1806 | 1821 | 1831 | 1836 | 1841 | 1846 | 1851 |
| ---- | ---- | ---- | ---- | ---- | ---- | ---- | ---- | ---- |
| 433  | 429  | 538  | 466  | 531  | 605  | 612  | 598  | 612  |

| 1856 | 1861 | 1866 | 1872 | 1876 | 1881 | 1886 | 1891 | 1896 |
| ---- | ---- | ---- | ---- | ---- | ---- | ---- | ---- | ---- |
| 592  | 584  | 600  | 589  | 596  | 589  | 580  | 597  | 582  |

| 1901 | 1906 | 1911 | 1921 | 1926 | 1931 | 1936 | 1946 | 1954 |
| ---- | ---- | ---- | ---- | ---- | ---- | ---- | ---- | ---- |
| 580  | 570  | 543  | 544  | 519  | 584  | 569  | 59   | 558  |

| 1962 | 1968 | 1975 | 1982  | 1990  | 1999  | 2006  | 2011  | 2016  |
| ---- | ---- | ---- | ----- | ----- | ----- | ----- | ----- | ----- |
| 635  | 608  | 830  | 1 054 | 1 311 | 1 321 | 1 358 | 1 346 | 1 268 |

| 2021  | 2022  | - | - | - | - | - | - | - |
| ----- | ----- | - | - | - | - | - | - | - |
| 1 207 | 1 169 | - | - | - | - | - | - | - |

#### Pyramide des âges
En 2018, le taux de personnes d'un âge inférieur à 30 ans s'élève à 31,0 %, soit en dessous de la moyenne départementale (39,9 %). À l'inverse, le taux de personnes d'âge supérieur à 60 ans est de 26,9 % la même année, alors qu'il est de 20,1 % au niveau départemental.
En 2018, la commune comptait 630 hommes pour 646 femmes, soit un taux de 50,63 % de femmes, légèrement inférieur au taux départemental (51,02 %).
Les pyramides des âges de la commune et du département s'établissent comme suit.
| Hommes | Classe d’âge | Femmes |
| ------ | ------------ | ------ |
| 1,9    | 90 ou +      | 3,2    |
| 5,7    | 75-89 ans    | 8,8    |
| 18,3   | 60-74 ans    | 15,7   |
| 23,1   | 45-59 ans    | 22,7   |
| 19,5   | 30-44 ans    | 18,9   |
| 14,3   | 15-29 ans    | 14,8   |
| 17,2   | 0-14 ans     | 15,8   |

| Hommes | Classe d’âge | Femmes |
| ------ | ------------ | ------ |
| 0,5    | 90 ou +      | 1,4    |
| 5,4    | 75-89 ans    | 7,2    |
| 12,9   | 60-74 ans    | 13,9   |
| 20     | 45-59 ans    | 19,4   |
| 19,9   | 30-44 ans    | 20,1   |
| 20     | 15-29 ans    | 18,2   |
| 21,3   | 0-14 ans     | 19,8   |

### Sports et loisirs
L'Union Sportive de Soisy-sur-École (USSE) organise les activités de football et tennis.

### Cultes

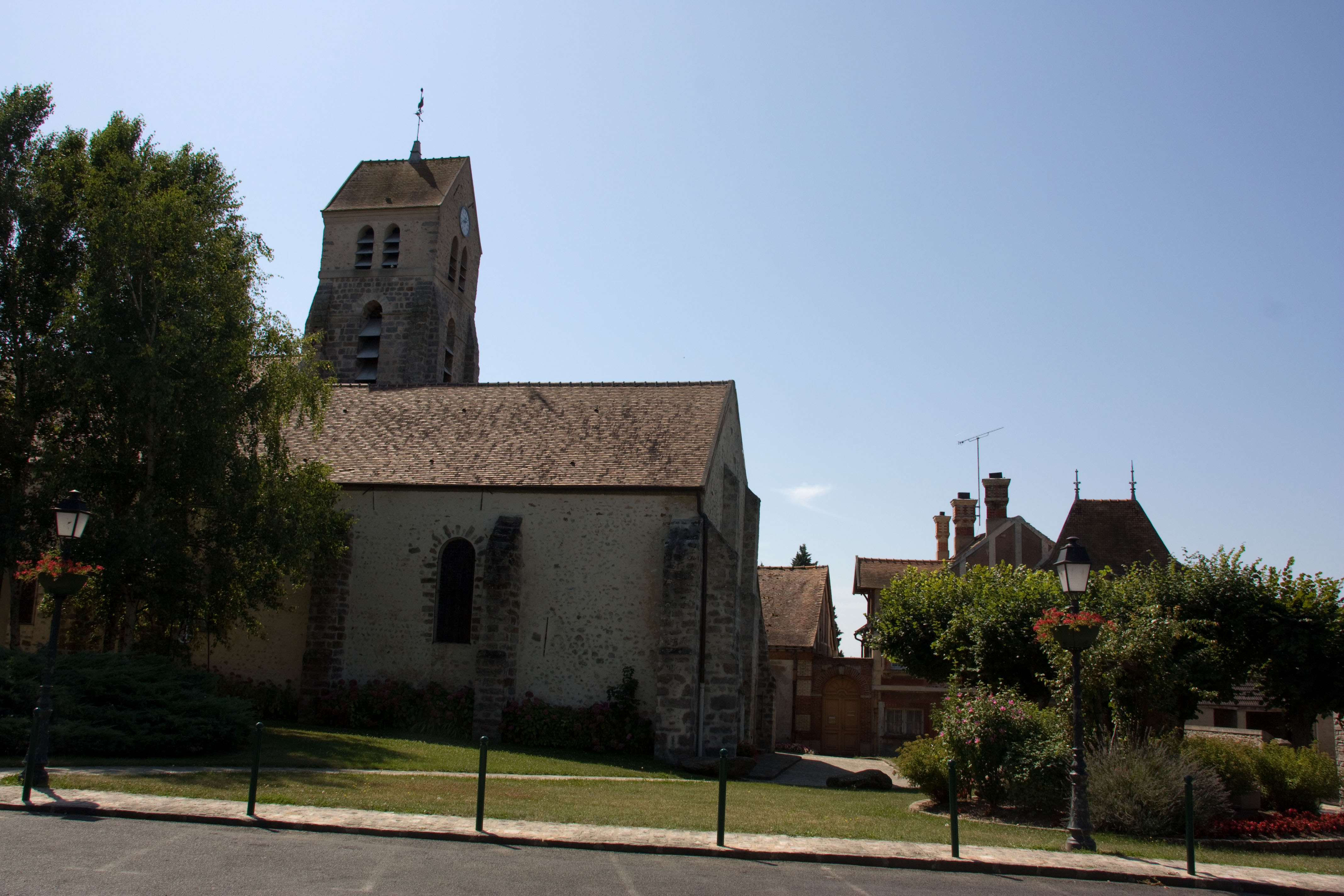
L'église Saint-Aignan.

La paroisse catholique de Soisy-sur-École est rattachée au secteur pastoral de Milly-la-Forêt et au diocèse d'Évry-Corbeil-Essonnes. Elle dispose de l'église Saint-Aignan.

### Médias
L'hebdomadaire Le Républicain relate les informations locales. La commune est en outre dans le bassin d'émission des chaînes de télévision France 3 Paris Île-de-France Centre, IDF1 et Téléssonne intégré à Télif.

## Économie

### Emplois, revenus et niveau de vie
En 2006, le revenu fiscal médian par ménage était de 23 403 €, ce qui plaçait la commune au 810e rang parmi les 30 687 communes de plus de cinquante ménages que compte le pays et au soixante-dixième rang départemental.
| Répartition des emplois par catégories socioprofessionnelles en 2006. |              |                                           |                                                   |                            |                          |                           |
|                                                                       | Agriculteurs | Artisans, commerçants, chefs d’entreprise | Cadres et professions intellectuelles supérieures | Professions intermédiaires | Employés                 | Ouvriers                  |
| Soisy-sur-École                                                       | -            | -                                         | -                                                 | -                          | -                        | -                         |
| Zone d’emploi d’Évry                                                  | 0,3 %        | 4,0 %                                     | 20,2 %                                            | 29,6 %                     | 28,2 %                   | 17,7 %                    |
| Moyenne nationale                                                     | 2,2 %        | 6,0 %                                     | 15,4 %                                            | 24,6 %                     | 28,7 %                   | 23,2 %                    |
| Répartition des emplois par secteurs d’activités en 2006.             |              |                                           |                                                   |                            |                          |                           |
|                                                                       | Agriculture  | Industrie                                 | Construction                                      | Commerce                   | Services aux entreprises | Services aux particuliers |
| Soisy-sur-École                                                       | -            | -                                         | -                                                 | -                          | -                        | -                         |
| Zone d’emploi d’Évry                                                  | 0,9 %        | 13,5 %                                    | 5,4 %                                             | 14,6 %                     | 16,2 %                   | 6,9 %                     |
| Moyenne nationale                                                     | 3,5 %        | 15,2 %                                    | 6,4 %                                             | 13,3 %                     | 13,3 %                   | 7,6 %                     |
| Sources : Insee,                                                      |              |                                           |                                                   |                            |                          |                           |

## Culture locale et patrimoine

### Lieux et monuments

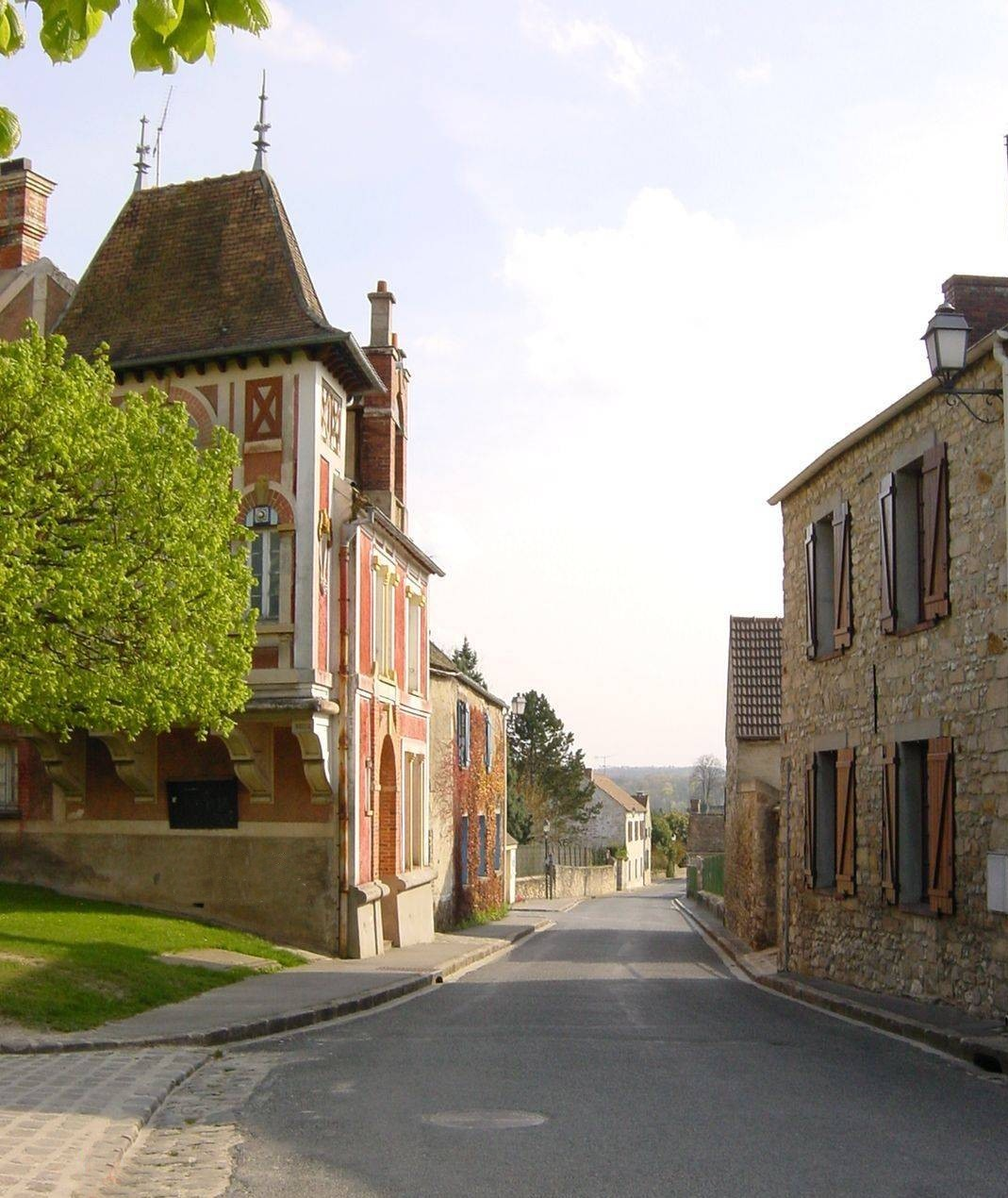
Le presbytère.

Les rues de Soisy-sur-École sont étroites, sinueuses et bordées de maisons de grès.
Soisy-sur-École est bordée de petites fermes. Montaquoi est situé sur une butte, c'est un petit hameau dans le village même. Composé d'un grand corps de ferme et de maisons adjacentes, il représente un espace hors du temps sauvegardé et apprécié des productions télévisuelles qui l'ont déjà choisi comme toile de fond.
L'église Saint-Aignan, datée du Xe siècle, a été restaurée dans les années 1980. Ses vitraux aux couleurs chaudes rendent le lieu spirituel et chaleureux.
Le presbytère est une bâtisse aux couleurs chatoyantes que l'on a du mal à dater. La façade d'inspiration baroque s'orne de jaune, de bleu, d'ocre et des moulages de coquillage accompagnent les montants des fenêtres et des portes.
Le château des Réaux existe sur le territoire de la commune depuis le Moyen Âge mais a été remanié plusieurs fois, en particulier dans la deuxième moitié du XIXe siècle. Transformé en résidence de haut standing pour personnes âgées dans les années 1970, il n'est plus habitué depuis quelques années. Un incendie le ravage dans la nuit du 3 au 4 juin 2025, occasionnant de considérables dégâts.

### Patrimoine culturel

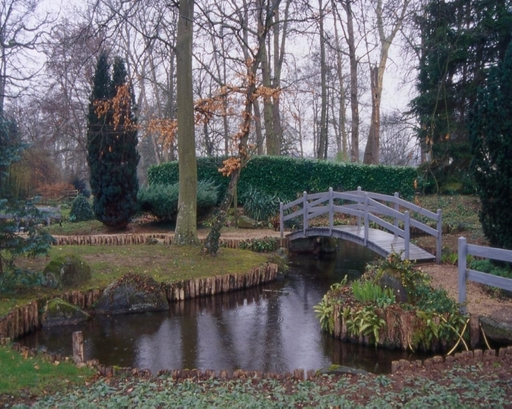
Jardin de la verrerie.

La verrerie d'art, lieu de création de maîtres verriers et souffleurs de verre, est l'attrait culturel de Soisy-sur-École.

### Personnalités liées à la commune

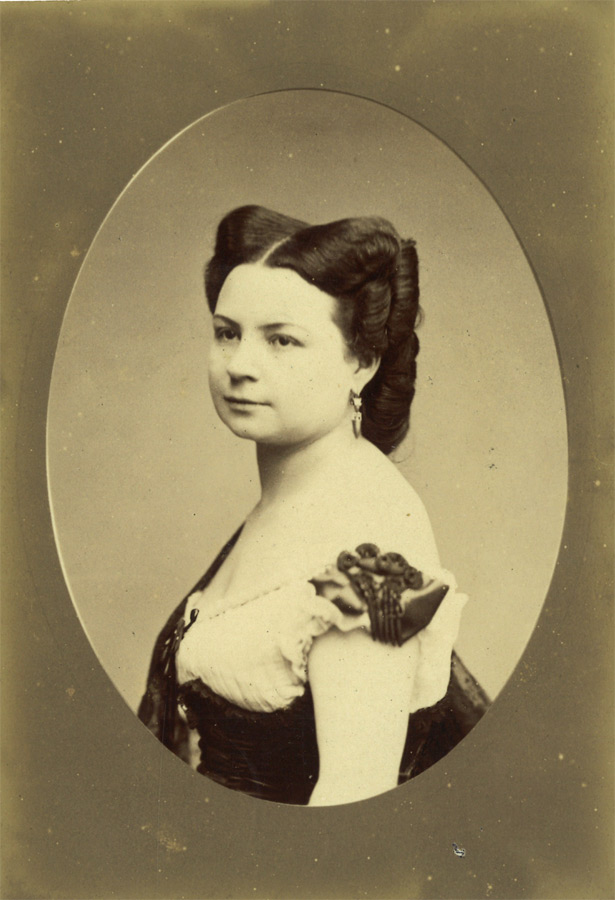
Emma Pauwels comtesse Osmont du Tillet.

Différents personnages publics sont nés, décédés ou ont vécu à Soisy-sur-École :
- Emma Pauwels (1826-1883) comtesse Osmont du Tillet, propriétaire du château des Réaux, figure mondaine du Tout-Paris sous le Second Empire[58], richissime héritière de l'ingénieur et industriel Antoine Pauwels (1796-1852), chevalier de la Légion d'honneur, fondateur, sous la Restauration, de la Compagnie franco-parisienne de gaz, député de la Haute-Marne et maire de La Chapelle-Saint-Denis.
- Edouard Osmont du Tillet (1848-1921), fils d'Emma, ingénieur de l’École centrale des arts et manufactures. Passionné d'architecture, il entreprit d'importants travaux de rénovation des Réaux. C'est à lui, par ailleurs, que l'on doit le style « troubadour normand » de l'ouvroir pour jeunes filles dont il surveilla lui-même les travaux. Cette bâtisse à mansarde est aujourd'hui devenu un presbytère.
- Marcel Jeanjean (1893-1973), illustrateur, y est mort.
- René Cailleaud (1910-2000), résistant, Compagnon de la Libération, y est mort.
- Niki de Saint Phalle (1930-2002) et Jean Tinguely, artistes peintres et sculpteurs, y vécurent et s'y marièrent[59]. Une œuvre de Niki de Saint Phalle est intitulée Le Monstre de Soisy[60].

### Héraldique
| Blason de Soisy-sur-École | Blason  | De sinople aux trois fleurs de lys au pied nourri d'argent. |
| Blason de Soisy-sur-École | Détails |                                                             |

### Soisy-sur-École au cinéma
La commune a servi de lieu de tournage à plusieurs films :
- Le Journal d'une femme de chambre de Luis Buñuel sorti en 1964[61].
- Pas très normales activités de Maurice Barthélemy sorti en 2012[62].

## Pour approfondir